# Notopteridae
Los notoptéridos (Notopteridae) son una familia de diez especies de peces,  un suborden del grupo Osteoglossiformes conteniendo a Notopteroidei (pez cuchillo) y Mormyridae (peces elefantes) y también a familias extintas. Estos peces viven en ambientes de agua dulce o salobre en África, y el sur y sudeste de Asia.
Con la denotación de "pez cuchillo", el Notopteridae no debe confundirse con Gymnotiformes, los peces cuchillo eléctricos del Sur y América Central. A pesar de que su forma de nadar y apariencia sean similares, los dos grupos no están estrechamente relacionados.
Algunas de las especies más grandes, especialmente con la Chitala ornata, son peces de alimentos y animales domésticos de acuario. Su nombre viene del griego, noton significa "volver" y patrono que significa "fin".

## Descripción
Los notoptéridos  tienen cuerpos delgados y alargados, dándoles una apariencia similar a un cuchillo. La aleta caudal es pequeña y fusionada con la aleta anal, la cual ejecuta la mayor parte del movimiento sobre la longitud de su cuerpo. El pez nada al mantener su cuerpo rígido, junto con la ondulación de la aleta anal para impulsarse hacia adelante o hacia atrás.